# Yeşilyalı, Arsin
Yeşilyalı là một thị trấn thuộc huyện Arsin, tỉnh Trabzon, Thổ Nhĩ Kỳ. Dân số thời điểm năm 2011 là 4.229 người.